# میرزیا (فیلم)
میرزیا (به هندی: Mirzya) فیلمی هندی محصول سال ۲۰۱۶ و به کارگردانی راکیش امپراکاش مهرا است. در این فیلم بازیگرانی همچون هارشواردان کاپور، سایامی کر، آنوج چودری، آرت ملک، کی.کی. راینا، اوم پوری و آنجالی پاتیل ایفای نقش کرده‌اند.